# 差瓦拉·参威拉恭
差瓦拉·参威拉恭（皇家轉寫：Chawarat Chanwirakun，泰語發音：[t͡ɕʰáwárát t͡ɕʰaːnwiːrákun]；1936年6月7日—）泰国的政治家。泰籍華人，汉名陳景鎮，籍貫廣東新會牛灣，2008年泰国政治危机时他曾担任代理总理。

## 經歷
差瓦拉1966年毕业于泰國國立法政大學，并获得经济学学位。
在公共部门任职多年，他在1994年进入政府担任财政部副部长，他的任期持续到1997年。2008年他先后担任卫生部长、泰国副总理。
2008年12月2日，宪法法院下令解散人民力量党和其他联盟政党，同时禁止他们的执行委员从政。总理宋才·旺沙瓦和几个内阁成员被解除了职务。差瓦拉作为唯一内阁高级官员，又不是一党执行委员，被任命为代理总理。但由于差瓦拉不是一个议员，他的代理总理被质疑是否合法，因为2007年宪法的规定，泰国总理必须是众议院的成员（即使是在一个过渡时期的总理）。2008年12月15日艾比希内阁成立，差瓦拉他被任命为内政部长，2011年选举失败政府辞职去职。
2009年2月14日至2012年9月4日，差瓦拉是泰自豪黨党首。